# Пародия мелкосемянная
Паро́дия мелкосемя́нная (лат. Parodia microsperma) — кактус из рода Пародия.

## Описание
Стебель шаровидный, с возрастом коротко-цилиндрический, до 20 см высотой и 10 см в диаметре. Рёбер 15-20, они спирально закручены, состоят из чётко обособленных бугорков (сосочков).
Радиальных колючек около 20, они тонкие, стекловидные, до 0,6 см длиной; центральных колючек 3-4, они до 1 см длиной, красноватые или коричневатые, одна из них с крючком на конце.
Цветки до 1,5 см длиной и до 4 см в диаметре, золотисто-жёлтые или оранжевые, снаружи красные.

## Распространение
Эндемик Аргентины и Боливии.

## Разведение в комнатной культуре
Первый представитель рода, попавший в европейские коллекции.

## Синонимы
- Echinocactus microspermus
- Parodia macrancistra
- Parodia erythrantha
- Parodia aureispina
- Parodia mutabilis
- Parodia sanguiniflora
- Parodia setifera
- Parodia catamarcensis
- Parodia microthele
- Parodia scopaoides
- Parodia rigidispina
- Parodia atroviridis
- Parodia dextrohamata
- Parodia fechseri
- Parodia fuscato-viridis
- Parodia kilianana
- Parodia rigida
- Parodia rubellihamata
- Parodia rubriflora
- Parodia tafiensis
- Parodia tuberculosi-costata
- Parodia dichroacantha
- Parodia matthesiana
- Parodia weskampiana
- Parodia malyana
- Parodia thionantha
- Parodia weberiana
- Parodia superba
- Parodia pluricentralis
- Parodia spegazziniana
- Parodia campestris
- Parodia papagayana
- Parodia talaensis
- Parodia albofuscata
- Parodia capillataensis
- Parodia mesembriana
- Parodia spanisa
- Parodia hummeliana
- Parodia horrida
- Parodia lohaniana
- Parodia betaniana
- Parodia chlorocarpa
- Parodia glischrocarpa
- Parodia piltziorum
- Parodia rubristaminea
- Parodia uebelmanniana
- Parodia amblayensis
- Parodia herzogii
- Parodia mercedesiana
- Parodia weberioides
- Parodia argerichiana
- Parodia minuscula
- Parodia heteracantha
- Parodia riojensis
- Parodia wagneriana
- Parodia nana
- Parodia tucumanensis
- Parodia aconquijaensis
- Parodia cachiana
- Parodia cebilarensis
- Parodia grandiflora
- Parodia guachipasana
- Parodia heyeriana
- Parodia lembckei
- Parodia tolombona
- Parodia cabracorralensis
- Parodia elegans